# Andro Knel
Andro Knel (Rotterdam, 8 oktober 1967 – Zanderij, 7 juni 1989) was een Nederlands voetballer, die op negentienjarige leeftijd doorbrak in het eerste van Sparta Rotterdam. Met zijn dreadlocks leek hij op collega-voetballer Ruud Gullit. 
Knel was geliefd op Het Kasteel. Er hingen spandoeken met rasta kleuren, teksten en tekens verwijzend naar Andro, liefhebber van de uit Jamaica afkomstige rastamuziek van onder anderen Bob Marley en Peter Tosh. De aanvallende middenvelder maakte één doelpunt in 44 competitiewedstrijden. De wedstrijden van Sparta 2 meegerekend speelde Knel drie KNVB-bekerwedstrijden. Daarin kwam hij niet tot scoren. 
Knel had in die tijd nog geen rijbewijs en kwam met de tram naar de trainingen. Als het mooi weer was dan kwam hij op zijn roller-skates. 
Op 7 juni 1989 stortte een twintig jaar oude DC-8 van de Surinaamse luchtvaartmaatschappij SLM neer vlak voor de landing op vliegveld Zanderij. Onder de 183 inzittenden was het complete Surinaamse elftal met Nederlandse voetballers aan boord. Slechts enkelen overleefden deze SLM-ramp. Onder de omgekomenen was ook voetballer Knel, op dat moment een half jaar daarvoor van Sparta Rotterdam naar NAC getransfereerd. 
De klap kwam hard aan. Zelfs Gullit, zojuist winnaar met AC Milan van de Europacup, verklaarde dat 'het winnen van die beker helemaal niets was, vergeleken met de verschrikkelijke ramp'. 
Bij het toenmalige NAC stadion aan de Beatrixstraat werden door honderden fans van NAC en Sparta Rotterdam bloemen, shawls en andere attributen neergelegd. Er ontstond een tijdelijk Knel Monument waar spontaan iedereen op af kwam. Eens te meer bleek hoeveel fans de sympathieke Andro Knel had. Bij Sparta waren dat er al velen maar bij NAC had hij in nog geen half jaar tijd nagenoeg dezelfde populariteit opgebouwd. De moeder van Knel vertelde ‘diep onder de indruk te zijn van het eerbetoon in Breda’.
Het condoleance-register werd door vele honderden fans getekend. De vele bloemen, shawls en andere zaken ter nagedachtenis aan de overleden voetballer werden pas na vier dagen verplaatst van de hoofdingang naar het vak van de B-Side. Menig Sparta shawl heeft tot aan de overstap van NAC naar het nieuwe stadion aan de dakrand van de B-Side gehangen, ter nagedachtenis aan Knel. Vanuit de vele trieste momenten rondom de begrafenis van Knel is de speciale band tussen de NAC –en Sparta supporters ontstaan. 
Deze wederzijdse sympathie is er nog steeds, en tien jaar na de trieste ramp brachten In The Winning Mood en De Rat gezamenlijk een speciale editie van hun fanzine uit.
In 2005 werd, na de promotie van Sparta naar de eredivisie, de zogeheten 'Andro Knel Bokaal' in ere hersteld; als de profafdelingen van NAC en Sparta Rotterdam elkaar in de reguliere competitie treffen, spelen de supporters voorafgaande aan de officiële wedstrijd, een onderling duel om de genoemde bokaal.